# Slag bij Hunayn
De Slag bij Hunayn (Arabisch: غَزْوَةٌ حُنَيْن, geromaniseerd: Ghazwatu Hunayn) was een conflict tussen de moslims van de profeet Mohammed en een coalitie van vijandige stammen. De slag vond plaats in 630 in de Hunayn vallei nabij Taif. De slag eindigde in een overwinning voor de moslims.
Kort na de verovering van Mekka kreeg Mohammed te horen dat een coalitie van een aantal stammen waaronder Hawazin, Thaqif, Nasr en Jusham zich had verzameld. Met 2000 Mekkanen en 10 000 van zijn metgezellen vertrok Mohammed naar Hunayn, nabij Taif. Als ondersteuning bij deze slag kon hij honderd maliënkolders en daarnaast wapens lenen van een polytheïst. Voordat de strijd begon, stuurde Mohammed een spion. Deze meldde hem dat de coalitie had besloten tegen Mohammed te vechten. Ook Malik ibn Awf, de leider van de Hawazin, stuurde spionnen. Deze kwamen gewond terug en meldden dat ze vijandelijke ruiters waren tegengekomen. Aan het begin van de slag liepen de moslims in een hinderlaag waarna een groot aantal van hen op de vlucht sloeg. Toch wisten de moslims zich te herpakken en de slag te winnen. Slechts vier van hen sneuvelden tegenover 70 van de Thaqif. Een aantal strijders vluchtten naar Autas. Mohammed stuurde een leger om hen te achtervolgen. Dit resulteerde in de Slag bij Autas. Andere strijders inclusief Malik ibn Awf vluchtten naar Taif. Vervolgens begon Mohammed het Beleg van Ta'if.

## Trivia
Dit is een van de weinige slagen die bij naam worden genoemd in de Koran. Deze slag wordt genoemd in Soera Het Berouw 25.
Volgens de Hadithverzamelingen van Moslim ibn al-Hajjaj en Abu Dawud zou Soera De Vrouwen 24 En (ook verboden zijn) vrouwen die reeds gehuwd zijn, behalve die, die uw rechterhand bezitten. zijn geopenbaard na deze slag toen Mohammeds metgezellen aarzelden gemeenschap te hebben met gevangengenomen vrouwen omdat hun mannen polytheïsten waren.